# Jeju Love Land

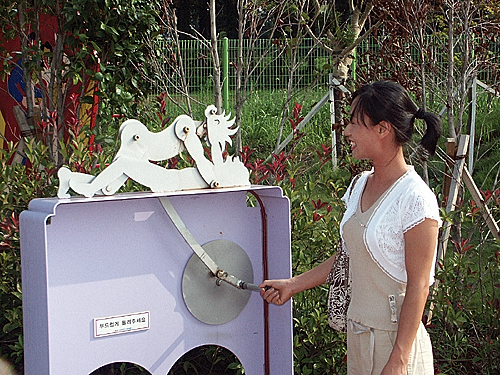
Eine Frau betrachtet eine interaktive Skulptur

Love Land (Jeju Loveland) ist ein Park mit Skulpturen auf der Insel Jeju in Südkorea. Das Hauptthema des Parks ist die menschliche Sexualität in ihren verschiedenen Ausprägungen. Im Park stehen 140 Skulpturen, die Menschen in verschiedenen sexuellen Posen darstellen. Außerdem werden Aufklärungsfilme gezeigt. 

## Geschichte
Nach dem Ende des Koreakrieges wurde die Insel Jeju zu einem beliebten Ziel für die Flitterwochen. Da in Korea Sex vor der Ehe vor allem für Frauen noch tabu ist, lernen sich die Frischvermählten erst während der Flitterwochen näher kennen. Daher gibt es auf der Insel eine Vielzahl von Einrichtungen, die der sexuellen Aufklärung gewidmet sind.
2002 begannen Absolventen der Seouler Hongik University Skulpturen für den Park zu schaffen, der am 16. November 2004 eröffnet wurde. 
Ein Rundgang durch den Park dauert etwa eine Stunde. Der Zutritt zum Park ist ab einem Alter von 18 Jahren gestattet.